# Wereldkampioenschap voetbal 2006 (Groep H) Saoedi-Arabië - Oekraïne
Deze pagina is een subpagina van het artikel Wereldkampioenschap voetbal 2006. Hierin wordt de wedstrijd in de groepsfase in groep B tussen Saoedi-Arabië en Oekraïne gespeeld op 15 juni 2006 nader uitgelicht.

## Nieuws voorafgaand aan de wedstrijd
- 14 juni - Mohammed Al-Anbar verstuikte zijn rechterenkel op training en zal niet meer in actie komen op het WK. De Saudi's zouden van de FIFA wel nog een vervanger mogen oproepen.
- 15 juni - Ondanks het 2-2 gelijkspel tegen Tunesië hebben de Saudische voetballers toch een winstpremie ontvangen. Koning Abdullah vond zijn team de morele winnaars en prees het hoge niveau en de teamgeest van zijn ploeg. Alle spelers krijgen nu toch hun winstpremie van zo'n 21.000 euro.
- 15 juni - Na de wedstrijd Spanje-Oekraïne, die Oekraïne met 4-0 verloor, zijn in Kiev enkele Oekraïense fans met rookbommen naar het reuzenscherm beginnen gooien en hebben de autoriteiten veiligheidsmaatregelen rond de Spaanse ambassade genomen.
- 16 juni - De Saudi's hebben beslist om de uitreiking van man van de match te boycotten. Deze wordt gesponsord door een Amerikaans biermerk, Anheuser-Busch. En de islam verbiedt alcoholverbruik, Saudische spelers zullen alle prijzen weigeren die in verband staan met een alcoholische drank.

## Wedstrijdgegevens
| Datum                | 19 juni 2006              | 19 juni 2006              |
| Stadion              | AOL Arena, Hamburg        | AOL Arena, Hamburg        |
| Toeschouwers         | 50.000                    | 50.000                    |
| Scheidsrechter       | Graham Poll               | Graham Poll               |
| Assistenten          | Philip Sharp Glenn Turner | Philip Sharp Glenn Turner |
| Vierde man           | Toru Kamikawa             | Toru Kamikawa             |
| Man van de wedstrijd | Maksim Kalinichenko       | Maksim Kalinichenko       |
|                      | Saoedi-Arabië             | Oekraïne                  |
| Doelpunten           | 0                         | 4                         |
| Gele kaarten         | 3                         | 3                         |
| Rode kaarten         | 0                         | 0                         |
| Wissels              | 3                         | 3                         |
| Schoten op doel      | 0                         | 9                         |
| Schoten naast doel   | 6                         | 19                        |
| Overtredingen        | 24                        | 25                        |
| Hoekschoppen         | 2                         | 6                         |
| Buitenspel           | 0                         | 0                         |
| Strafschoppen        | 0                         | 0                         |
| Balbezit (tijd)      | 28'00"                    | 28'00"                    |
| Balbezit (%)         | 50%                       | 50%                       |

| Saoedi-Arabië | 0 – 4           | Oekraïne |
| | goals (assists) | 4' Andriy Rusol (?) 36' Serhij Rebrov (?) 45' Andrij Sjevtsjenko (?) 84' Maksim Kalinichenko (?) |
| Marcos Paquetá | bondscoach      | Oleh Blochin |
| Zaid Mabrouk Redha Tukar Hamad Al-Montashari Omar Al-Ghamdi Mohammed Noor 77' Ahmed Dokhi 55' Hussein Sulaimani Saud Khariri Khaled Aziz Yasser Al-Kahtani Mohammed Ameen 55' | opstellingen    | Oleksandr Sjovkovskyj Andrij Nesmatsjny Anatoli Tymosjtsjoek Andriy Rusol 86' Andrij Sjevtsjenko Oleh Sjelajev Oleg Goesjev 71' Serhij Rebrov Maksim Kalinichenko 79' Andrij Voronin Vjatsjeslav Svydersky |
| Malek Al-Hawsawi 55' Abdulaziz Khathran 55' Sami Al-Jaber 77' | wissels         | 71' Roeslan Rotan 79' Andri Hoesjin 86' Artem Milevsky |
| Ahmed Dokhi 41' Omar Al Ghamdi 57' Saud Kariri 73' | gele kaarten    | 22' Andrij Nesmatsjny 77' Maksim Kalinichenko 89' Vjatsjeslav Svydersky |
| | rode kaarten    | |

## Overzicht van wedstrijden
| Groepswedstrijden | | | |
| Groep A | Groep B | Groep C | Groep D |
| Duitsland - Costa Rica Polen - Ecuador Duitsland - Polen Ecuador - Costa Rica Ecuador - Duitsland Costa Rica - Polen             | Engeland - Paraguay Trinidad en Tobago - Zweden Engeland - Trinidad en Tobago Zweden - Paraguay Zweden - Engeland Paraguay - Trinidad en Tobago | Argentinië - Ivoorkust Servië en Montenegro - Nederland Argentinië - Servië en Montenegro Nederland - Ivoorkust Nederland - Argentinië Ivoorkust - Servië en Montenegro | Mexico - Iran Angola - Portugal Mexico - Angola Portugal - Iran Portugal - Mexico Iran - Angola                               |
| Groep E | Groep F | Groep G | Groep H |
| Italië - Ghana Verenigde Staten - Tsjechië Italië - Verenigde Staten Tsjechië - Ghana Tsjechië - Italië Ghana - Verenigde Staten | Australië - Japan Brazilië - Kroatië Brazilië - Australië Japan - Kroatië Japan - Brazilië Kroatië - Australië                                  | Frankrijk - Zwitserland Zuid-Korea - Togo Frankrijk - Zuid-Korea Togo - Zwitserland Togo - Frankrijk Zwitserland - Zuid-Korea                                           | Spanje - Oekraïne Tunesië - Saoedi-Arabië Spanje - Tunesië Saoedi-Arabië - Oekraïne Saoedi-Arabië - Spanje Oekraïne - Tunesië |
| Achtste finales | | | |
| Duitsland - Zweden Argentinië - Mexico                                                                                           | Italië - Australië Zwitserland - Oekraïne | Engeland - Ecuador Portugal - Nederland | Brazilië - Ghana Spanje - Frankrijk                                                                                           |
| Kwartfinales | | | |
| Duitsland - Argentinië | Italië - Oekraïne | Engeland - Portugal | Brazilië - Frankrijk |
| Halve finales | | | |
| Duitsland - Italië | Duitsland - Italië | Portugal - Frankrijk | Portugal - Frankrijk |
| Troostfinale | | | |
| Duitsland - Portugal | | | |
| Finale | | | |
| Italië - Frankrijk | | | |